# هلنا متسون
هلنا متسون (انگلیسی: Helena Mattsson؛ زادهٔ ۳۰ مارس ۱۹۸۴) یک هنرپیشه اهل ایالات متحده آمریکا است. وی از سال ۲۰۰۴ میلادی تاکنون مشغول فعالیت بوده است.
از فیلم‌هایی که وی در آن نقش داشته است، می‌توان به هفت روانی، مرد آهنی ۲، بدل‌ها، تو و من، اسلحه‌ها، دختران و قمار و مومین‌ها و تعقیب ستاره دنباله‌دار اشاره کرد.